# Glossadelphus littoralis
Glossadelphus littoralis là một loài Rêu trong họ Hypnaceae. Loài này được (Hampe) Wijk & Margad. mô tả khoa học đầu tiên năm 1965.